# Thérèse de Saxe-Hildburghausen
Titre
Reine de Bavière
13 octobre 1825 – 20 mars 1848
(22 ans, 5 mois et 7 jours)
Thérèse Charlotte Louise Frédérique Amélie de Saxe-Hildburghausen (en allemand : Therese Charlotte Luise Friederike Amalie von Sachsen-Hildburghausen), princesse de Saxe-Hildburghausen puis, par son mariage, reine de Bavière, est née le 8 juillet 1792 à Seidingstadt, dans le duché de Saxe-Hildburghausen, et décédée le 26 octobre 1854 à Munich, en Bavière. Membre de la branche albertine de la maison de Wettin, elle est reine de Bavière de 1825 à 1848.
Issue d’une famille cultivée mais modeste, la princesse Thérèse grandit en Thuringe. Élevée dans la religion protestante, elle épouse le prince catholique Louis de Bavière en 1810, ce qui donne lieu à d’importantes festivités à l’origine de l’actuelle Oktoberfest. Autorisée à conserver sa foi, la princesse est le témoin des vexations dont sont victimes les protestants de Bavière. Elle n’en soutient pas moins ses coreligionnaires et patronne notamment la construction de l’église Saint-Mathieu de Munich (de).
Très engagée socialement, Thérèse finance de sa cassette de nombreuses organisations caritatives. Devenue reine de Bavière à l’accession au trône de Louis Ier, en 1825, elle fonde, deux ans plus tard, l’ordre de Thérèse, dont la mission est l’aide aux nécessiteux. Fidèle soutien de son époux, elle l’accompagne en représentation et le conseille politiquement à chaque fois qu’elle en a les moyens.
Les nombreuses liaisons du roi mettent toutefois la patience de la souveraine à l’épreuve. De fait, Louis Ier n’hésite pas à mettre en avant ses maîtresses, sans se préoccuper de ce que ressent son épouse. La relation qu’il entretient avec Lola Montez, à partir de 1846, conduit ainsi Thérèse à s’éloigner publiquement de lui pour montrer sa désapprobation. Cependant, quand le scandale débouche sur une révolution, en 1848, Thérèse change immédiatement d’attitude pour soutenir son mari.
Louis Ier abdique, malgré tout, à la suite de ces événements et Thérèse devient reine douairière. Elle meurt du choléra six ans plus tard, en 1854.

## Famille
Thérèse est le 6e enfant du duc Frédéric Ier de Saxe-Hildburghausen (1763-1834) et de son épouse la princesse Charlotte de Mecklembourg-Strelitz (1769-1818), elle-même fille du duc Charles II de Mecklembourg-Strelitz. Par sa mère, Thérèse est donc la nièce des reines Louise de Prusse (1776-1810) et Frédérique de Hanovre (1778-1841). Les rois Frédéric-Guillaume IV (1795-1861) et Guillaume Ier de Prusse (1797-1888), le roi Georges V de Hanovre (1819-1878) et la tsarine Alexandra Feodorovna de Russie (1798-1860) sont ses cousins et cousines.
Le 12 octobre 1810, Thérèse épouse, à Munich, le futur Louis Ier de Bavière (1786-1868), lui-même fils du roi Maximilien Ier de Bavière (1756-1825) et de sa première épouse la princesse Wilhelmine de Hesse-Darmstadt (1765-1796). De cette union naissent neuf enfants :
- Maximilien II (1811-1864), roi de Bavière, qui épouse, en 1842, la princesse Marie de Prusse (1825-1889) ;
- Mathilde (1813-1862), princesse de Bavière, qui s'unit, en 1833, au grand-duc Louis III de Hesse-et-du-Rhin (1806-1877) ;
- Othon Ier (1815-1867), roi de Grèce et prince de Bavière, qui épouse, en 1836, la princesse Amélie d'Oldenbourg (1818-1875) ;
- Théodolinde (1816-1817), princesse de Bavière ;
- Luitpold (1821-1912), prince et régent de Bavière, qui s'unit, en 1844, à la princesse Augusta de Toscane (1825-1864) ;
- Adelgonde (1823-1914), princesse de Bavière, qui épouse, en 1842, le duc François V de Modène (1819-1875) ;
- Hildegarde (1825-1864), princesse de Bavière, qui s'unit, en 1844, à l'archiduc Albert d'Autriche (1817-1895) ;
- Alexandra (1826-1875), princesse de Bavière, directrice et abbesse supérieure de l'abbaye royale zur Heiligen Anna à Munich et Würzbourg ;
- Adalbert (1828-1875), prince de Bavière, qui épouse, en 1856, l'infante Amélie d'Espagne (1834-1905).

## Biographie

### Une petite princesse saxonne

#### Enfance et jeunesse

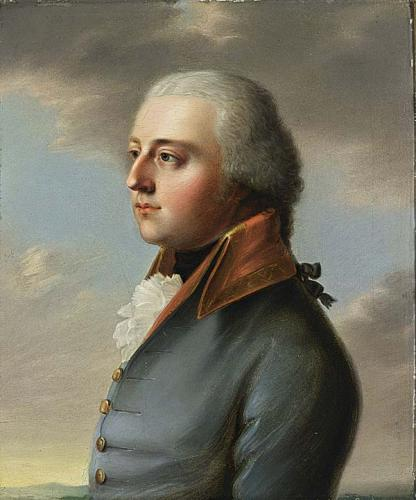
Le duc Frédéric Ier de Saxe-Hildburghausen, père de Thérèse, vers 1790.

La princesse Thérèse est issue de la maison de Saxe-Hildburghausen, elle-même membre de la branche ernestine de la maison de Wettin. Ses ancêtres choisissent le duché de Saxe-Hildburghausen pour résidence en 1680. La ruine financière dans laquelle quatre de leurs chefs successifs laissent le pays conduit le Saint-Empire à nommer une commission de débit pour étudier les demandes de leurs créanciers et rééquilibrer les dépenses. En 1806, Thérèse atteint l'âge de 14 ans et le travail de cette commission s'achève, mais la situation n'est pas encore complètement rétablie.
La princesse voit le jour dans la résidence d’été du duché, à proximité d'Hildburghausen, au château de chasse Landséjour, qui n’existe plus aujourd’hui. Le 13 juillet 1792, elle est baptisée par Andreas Genssler, le chapelain de la cour, et reçoit le prénom de Thérèse. Ce choix n’est pas anodin : il honore les liens amorcés autrefois par le prince-régent Joseph-Frédéric de Saxe-Hildburghausen (mentor du père de Thérèse) avec l’impératrice Marie-Thérèse. Les parrains et marraines de la petite fille sont sa grand-mère Frédérique de Hesse-Darmstadt, le duc et la duchesse d'York, la princesse Caroline de Palatinat-Deux-Ponts-Birkenfeld[réf. nécessaire], le prince héritier Louis de Bade et enfin le prince-évêque de Wurtzbourg[réf. nécessaire].
La princesse grandit aux côtés de ses frères et sœurs Charlotte, Joseph, Louise, Georges, Frédéric et Édouard au château d'Hildburghausen (de). L'union de ses parents n'est guère heureuse. Selon la princesse Marie-Louise de Leiningen-Dagsbourg-Falkenbourg, arrière-grand-mère de Thérèse, qui séjourne au château en 1792, le duc Frédéric « n'exploite avec ardeur que ses droits conjugaux » tandis que la duchesse « Charlotte, qui ne l'a jamais aimé, tombe constamment enceinte ».

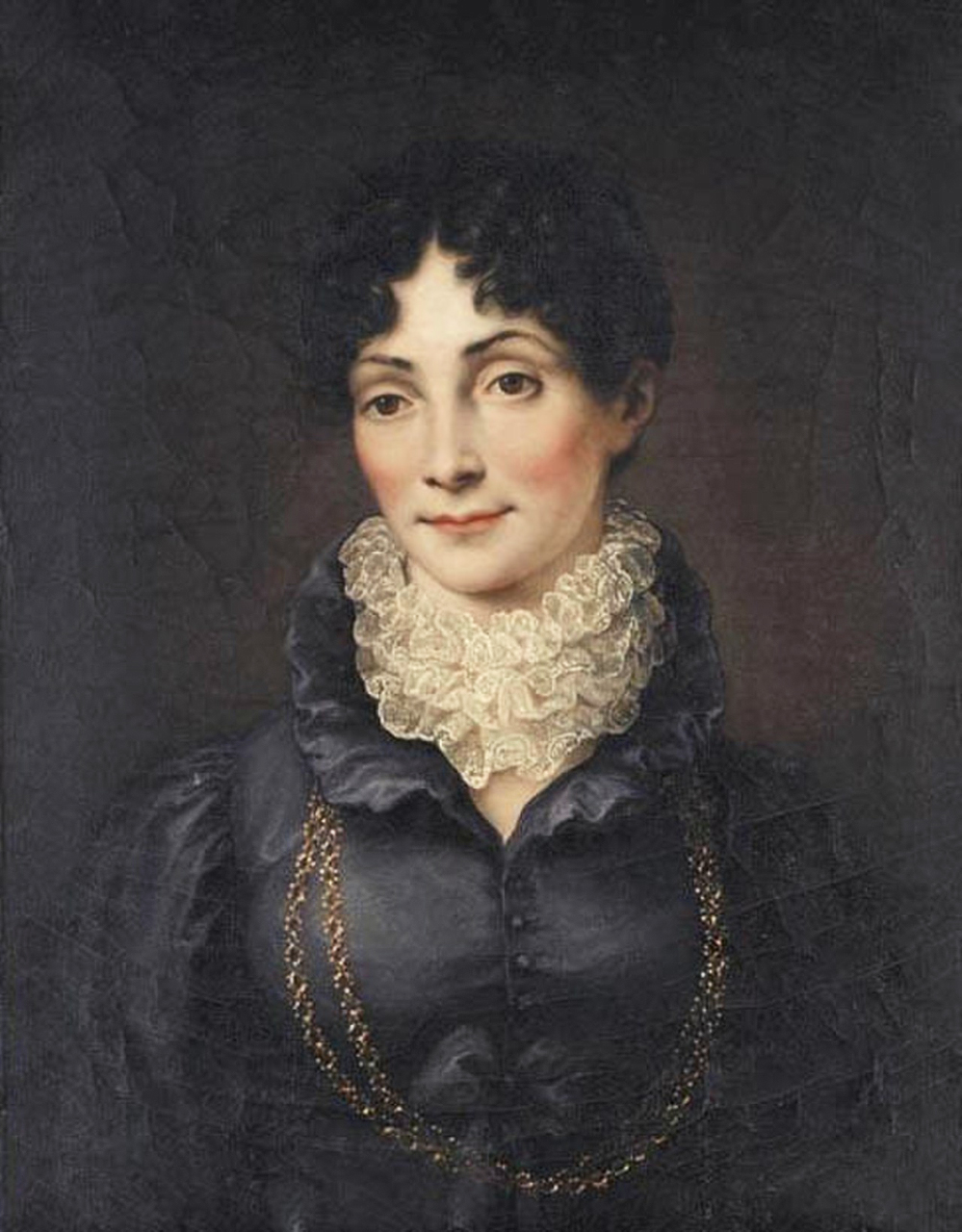
Charlotte de Mecklenbourg-Strelitz, mère de Thérèse, par Carl Vogel (v. 1815).

Pour Thérèse et sa fratrie, la mince liste civile imposée par la tutelle administrative impériale au duc Frédéric se traduit par des conditions de vie précaires. La viande est rare au menu de la famille, la blanchisserie du château manque de savon et, faute de pouvoir remplacer les chandelles consumées, il faut même un jour abréger un bal. Lorsque Louise de Mecklembourg-Strelitz, la tante de Thérèse, et son mari, le roi Frédéric-Guillaume III de Prusse, viennent pour la première fois en visite à Hildburgshausen en 1803, les administrateurs  allouent toutefois une enveloppe financière pour améliorer les voies d’accès à la ville et renouveler le mobilier du château.
La mère de Thérèse, la brillante duchesse Charlotte, arrive malgré tout à entretenir une activité intellectuelle au château, si bien qu'Hildburghausen finit, grâce à elle, par être surnommée la « petite-Weimar ». Artiste, la duchesse assouplit les principes de l'étiquette et convie à la cour musiciens, peintres et poètes, parmi lesquels l'écrivain Jean Paul, qui se fiance avec l'une de ses dames de compagnie et reçoit, en 1799, le titre de conseiller. Parmi les autres poètes protégés par la duchesse, on peut également citer Friedrich Rückert, qui dédie à Thérèse et à ses sœurs Charlotte et Louise son poème « Mit drei Moosrosen »,.
Thérèse est élevée dans le respect des croyances luthériennes, essentiellement par Johanna Nonne (1760-1837) et l’aumônier de la cour Heinrich Kühner (1772-1827). Toute sa jeunesse, elle évolue dans un environnement libéral et cultivé, qui malgré la relation difficile de ses parents, reste empreint de chaleur et de complicité avec ses frères et sœurs. La princesse étudie la littérature classique allemande et la langue française. Le peintre de la cour Carl August Kessler lui dispense des cours de peinture et Johann Peter Heuschkel, qui enseigne le piano à Carl Maria von Weber, compte aussi Thérèse parmi ses élèves.

#### Fiançailles

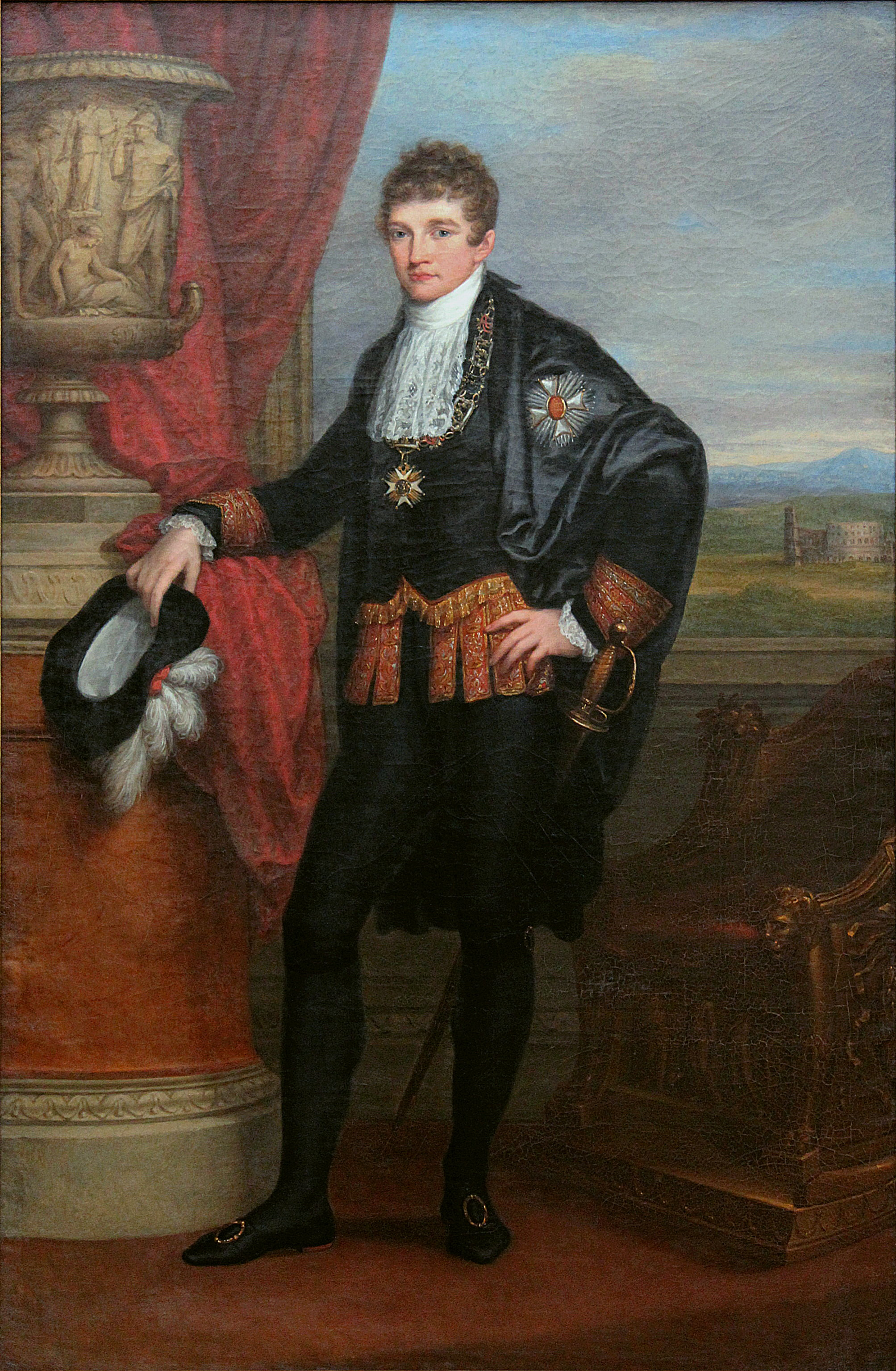
Le prince Louis de Bavière par Angelica Kauffmann, 1807.

La princesse Thérèse est, à l'origine, promise à son oncle Georges de Mecklembourg-Strelitz, mais elle figure également sur la liste des épouses potentielles commandée par Napoléon Ier en 1809. Ce document regroupe les princesses qui permettraient à l'empereur autoproclamé de s'allier par mariage à une vieille maison princière européenne.
Cependant, le prince régent Louis de Bavière se montre plus rapide que les autres prétendants de Thérèse. En effet, le prince craint d'être contraint par Napoléon d'épouser l'une de ses parentes, comme le fut sa propre sœur Augusta, mariée à Eugène de Beauharnais. L'héritier du trône bavarois déclare ainsi : « Je dois absolument me marier pour couper court à ces atteintes parisiennes contre ma liberté ». Le roi Maximilien Ier pousse par ailleurs son fils à se rapprocher de Thérèse. Il lui dit ainsi : « […] une certaine princesse d'Hildburghausen […] gentille, agréable et patiente ferait une excellente épouse. De toute évidence, elle n'apporterait pas beaucoup de liquidités ni de biens dans le ménage, mais la petite taille de son pays, entré par la force dans la confédération du Rhin, permettrait un mariage inoffensif d'un point de vue politique ».
Louis de Bavière séjourne au château d'Hildburghausen du 21 au 24 décembre 1809, tandis que ses parents se rendent à Paris sur invitation de Napoléon. Le prince régent est persuadé que ce voyage vise à négocier avec l’empereur son mariage avec une princesse française. Le choix de Louis se porte donc rapidement sur Thérèse, bien que sa sœur Louise soit réputée plus jolie qu'elle. En janvier 1810, le père de Louis envoie son consentement depuis Paris et laisse entendre que Napoléon avait, lui aussi, jeté son dévolu sur la princesse Thérèse : « Pendant 8 jours, la rumeur alla bon train que l'empereur épouserait ta promise. Imagine ma crainte, notamment lorsqu'il aborda le sujet de sa propre initiative lors d'un bal chez Savary ». Les fiançailles se déroulent le 12 février 1810 à Hildburghausen, en l'absence des parents de Louis qui se trouvent encore en France. La correspondance entre les époux nous apprend que c'est lors du bal de fiançailles que Louis, qui s'enflamme assez facilement, semble être tombé amoureux de Thérèse. Un détail de leur contrat de mariage retarde les noces que Louis voudrait pourtant imminentes. Les deux jeunes gens sont en effet de confessions différentes et Thérèse refuse de se convertir au catholicisme.
Pour la cérémonie de fiançailles, la cour de Bavière envoie à Hildburghausen le baron Karl Ludwig von Kessling. L'annonce officielle de l'engagement est faite le 23 juin 1810 et Thérèse reçoit en cadeau un portrait de son futur époux serti de brillants. La princesse part pour Munich avec ses parents et sa sœur le 6 octobre. Une grande fête est donnée à Hildburghausen pour cette occasion. Friedrich Rückert écrit pour cet événement le poème de mariage et de départ An eine fürstliche Braut. C'est en mémoire de cette fête d'Adieu que l'on célèbre, depuis les années 1990, la Theresienfest à Hildburghausen. Au fil des années, cette fête est devenue la plus grande fête populaire du sud de la Thuringe. La famille part ensuite pour Bamberg, où elle est accueillie par le duc Guillaume en Bavière, puis à Ratisbonne, où elle est saluée à coups de canon, puis à Saint-Emmeram, chez une tante de Thérèse, la princesse Thérèse-Mathilde de Thurn-et-Taxis. Frédéric Ier, le père de Thérèse, y reçoit la médaille de l'ordre de Saint-Hubert et on présente à Thérèse son futur intendant de cour, le comte Fabrizio Evaristo Pocci (1766–1844), qui lui remet une lettre de Louis empreinte de nostalgie.

### Princesse de Bavière

#### Un mariage resté dans les mémoires

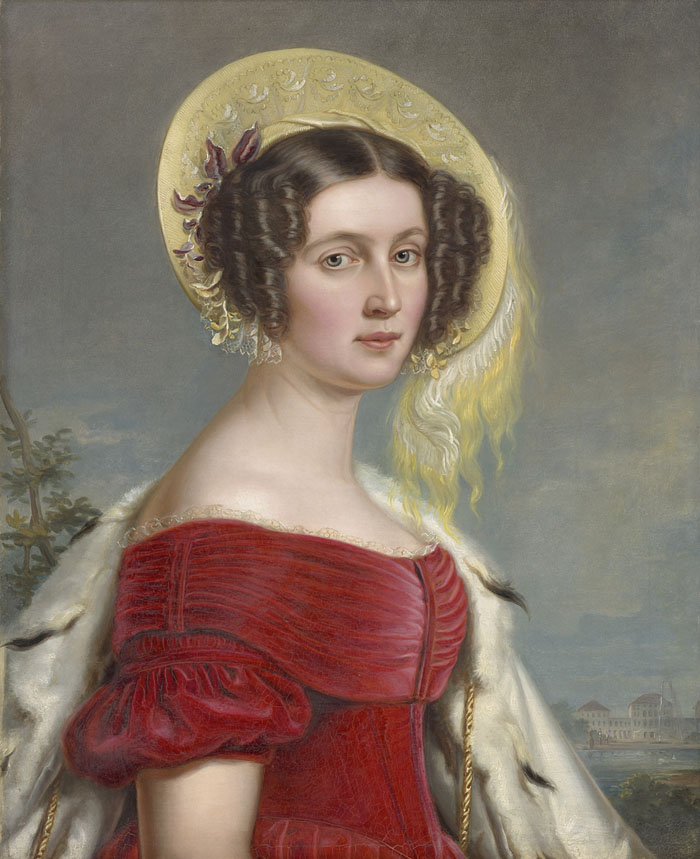
La princesse, v 1810

Le matin du 12 octobre 1810, la famille royale célèbre la fête du roi Maximilien Ier dans l'église Saint-Michel de Munich. Le soir même, Louis et Thérèse, qui souffre alors d'une rage de dents, s'unissent en la chapelle royale de la Résidence. C'est le premier mariage princier que connaît la Bavière depuis 1722. Cinq jours de fêtes nuptiales coûteuses donnent au jeune royaume de Bavière (créé seulement 4 ans auparavant) l'occasion d'exhiber ses fastes[réf. nécessaire].
Les festivités commencent le 13 octobre sur la place Max-Joseph. La ville est illuminée et l'entrée à toutes les activités organisées pour accompagner les noces (bal populaire, opéra, concerts et représentations théâtrales) est gratuite. Le 17 octobre, sur la place Sendlinger Tor, une grande course de chevaux organisée par la garde nationale célèbre à son tour les noces princières. En prévision de l'événement, Thérèse s'est fait confectionner auparavant, à Hildburghausen, une robe aux couleurs de la Bavière. Les époux sont salués par 9 couples de paysans en costume traditionnel venus des 9 districts du royaume bavarois. En l'honneur de la princesse héritière, cet emplacement est baptisé « Theresienwiese ». L'année suivante on recommence les festivités, et depuis cette époque, la tradition est perpétuée chaque année à travers l'« Oktoberfest » (fête de la bière), sur l'actuelle esplanade Theresienwiese[réf. nécessaire].
L'enthousiasme que Louis éprouve pour son épouse au début de leur relation s'est déjà passablement essoufflé au moment du mariage. Après le bal qui fait suite à la fameuse course de chevaux, Thérèse, sous prétexte d'un malaise, se retire prématurément à la Résidence et Louis retourne au bal sans elle. Dans son journal intime, il écrit : « j'ai agi ainsi pour affirmer ma liberté, et afin que mon épouse comprenne que ce n'est pas parce qu'elle se retire, que je dois faire de même ». À sa sœur Caroline, il explique, par ailleurs : « je me suis marié sans passion, puisse ceci être un avantage dans le futur ».
Le coût des noces et la dote de la mariée s'avèrent être un lourd fardeau pour le duché de Saxe-Hildburghausen. Un an plus tard, le mariage n'est toujours pas complètement payé. Le 26 juin 1811, le duc Frédéric Ier note ainsi que le budget courant de son pays ne permet toujours pas de rembourser les noces de sa fille.

#### Princesse royale de Bavière

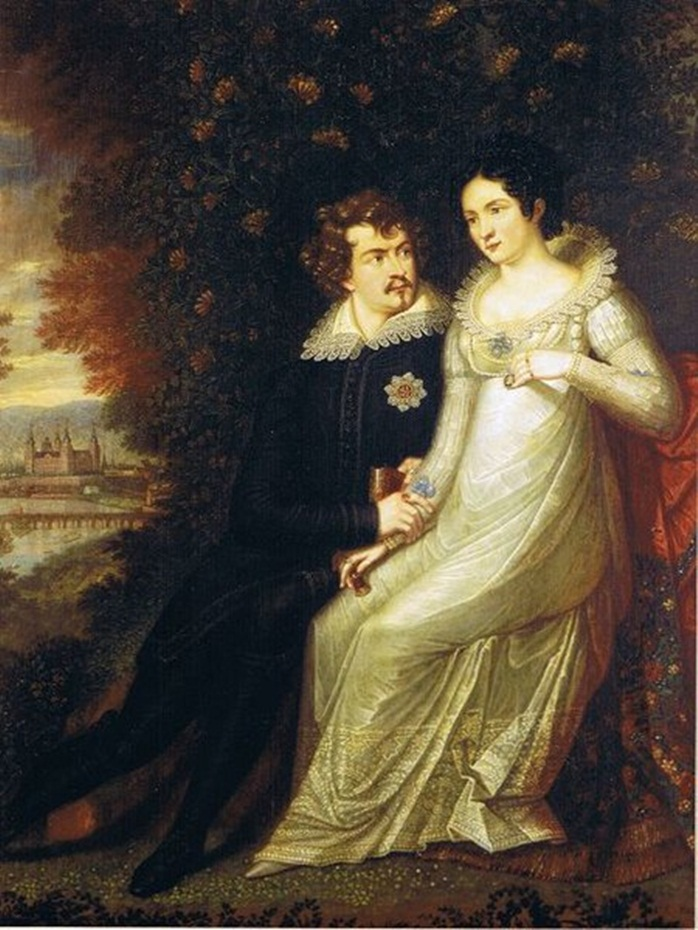
Louis et Thérèse à Aschaffenbourg par F. T. Berg, 1818.

Après le mariage, le prince Louis est nommé par son père gouverneur général de la province de Salzbourg et le couple partage sa résidence entre Innsbruck et le château Mirabell de Salzbourg. À l'instigation de son beau-père, Thérèse revient toutefois à Munich en 1811 pour y accoucher de son fils aîné, le prince Maximilien.
Thérèse préfère cependant la vie à Salzbourg, lieu de naissance de son deuxième fils Othon. En 1814, elle y organise un repas pour les pauvres à l'occasion des commémorations de la bataille de Leipzig. Elle devient alors patronne de « l'association des femmes de Salzbourg » (« Frauen-Vereins Salzburg »). Après l'annexion de la province par l'Autriche en 1816, Louis et Thérèse emménagent à Wurtzbourg. Ils effectuent toutefois de longs séjours à Aschaffenbourg, au château de Johannisburg, et passent l'été à Bad Brückenau.
En 1813 et en 1815, Thérèse effectue de longs séjours dans son pays natal. En 1815, elle rend visite, avec sa mère, au baron Christian Truchsess von Wetzhausen de Bettenburg, un ami intime de la famille et le parrain du prince Édouard. Lors de leur arrivée, Truchsess, devant ses hôtes consternés, donne le bras à la duchesse Charlotte pour la faire entrer en premier à l'intérieur de son château. Or, l'étiquette donne à Thérèse préséance sur sa mère, et la duchesse refuse donc la faveur de son hôte. Truchsess rétorque alors à ses invitées : « Que Sa Majesté de bonne grâce me pardonne, depuis que ce château se dresse ici, la mère eût de tout temps la préséance sur la fille ». Thérèse met fin au malaise provoqué par cet impair en prenant l'autre bras du baron de sorte que tous trois franchissent en même temps les portes du château.
Bien perçu par l'opinion publique, le couple princier est régulièrement convié à participer à des manifestations publiques. En 1821, devant 30 000 spectateurs, Thérèse et son mari participent à la pose de la première pierre de la colonne de la constitution, à Gaibach. Cet événement est ensuite immortalisé par Peter von Hess, peintre de la cour[réf. nécessaire].

#### Une princesse protestante en terre catholique
Thérèse a grandi dans une famille profondément marquée par la foi protestante. Tout au long de sa vie, elle reste sous l'influence de sa mère, la duchesse Charlotte, et d'Heinrich Kühner, le chapelain de la cour du duché de Saxe-Hildburghausen. Ce dernier lui donne d'ailleurs l'eucharistie à chacune de ses visites dans son pays natal, même lorsqu'elle devient reine de Bavière. Malgré son nouvel environnement catholique, Thérèse reste en effet profondément attachée à la foi protestante, qui lui rappelle son enfance.

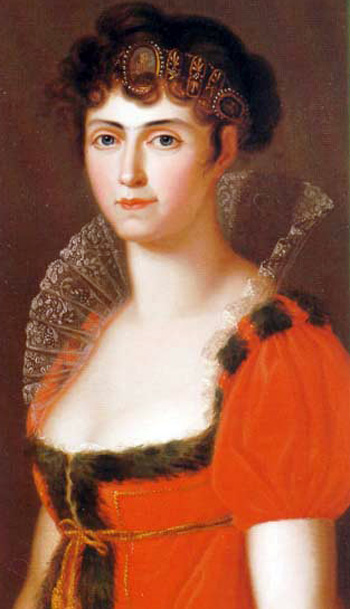
La reine Caroline de Bade, belle-mère de Thérèse.

Le contrat de mariage de Louis et de Thérèse a été établi par le comte de Montgelas. Comme dit plus haut, le problème le plus épineux lors de sa mise en place a été la différence de confession entre les deux futurs époux. Finalement, le contrat établit que Thérèse peut conserver sa foi et que sa liberté de religion doit être garantie par la mise à disposition d'une chapelle protestante avec un pasteur dédié. Les enfants de Thérèse et de Louis doivent tous être élevés dans la religion catholique, mais Thérèse obtient la permission d'engager des protestants dans sa cour.
Malgré cela, Louis tente de convaincre sa femme de changer de religion. Durant l'été 1821, la princesse héritière tombe si malade à Bad Brückenau qu'elle demande les derniers sacrements. Louis fait alors chercher le prince et prêtre Alexandre de Hohenlohe-Waldenbourg-Schillingsfürst, afin qu'il prie pour Thérèse, déjà convalescente. En effet, ce dernier aurait auparavant miraculeusement soigné la surdité de Louis. Le rétablissement de son épouse conforte l'héritier du trône dans l'idée que le prince catholique possède des pouvoirs miraculeux et il tente ardemment de convaincre Thérèse de se convertir. Mais celle-ci, d'habitude si fidèle à son mari, refuse d'abjurer sa foi jusqu'à sa mort.
Pendant le règne de Louis, et avec le soutien de celui-ci, l'ultramontanisme, qui combat le libéralisme mais aussi le protestantisme, prend de l'importance en Bavière. Dans le royaume, le protestantisme est persécuté. Pourtant, les deux premières reines bavaroises peuvent librement pratiquer le culte évangélique. Thérèse a une relation très étroite avec sa belle-mère et les deux femmes restent en contact personnel et épistolaire jusqu'au décès de Caroline de Bade. Elles se rendent ensemble à l'église et y reçoivent ensemble l'eucharistie[réf. nécessaire]. Les deux reines jouent un grand rôle dans la construction de l'église Saint-Mathieu, la première paroisse évangélique-luthérienne de Munich. En raison de cet engagement, le pape Pie VII refuse d’ailleurs que Thérèse soit enterrée à l'abbaye de Scheyern.
À la suite de l'acquisition de la Villa Ludwigshöhe en 1852, Louis et Thérèse y restent quelques semaines en été tous les 2 ans. Pendant que le roi va à la messe à Edenkoben, Thérèse se rend à l'église évangélique de Rhodt unter Rietburg, où elle a établi un jardin d'enfants. Le fauteuil de Thérèse, marqué des initiales couronnées « T », est encore visible de nos jours dans la loge royale de l'église baroque Saint-Georges. Il a été restauré en 2003, grâce à des dons. La route que suivait la reine jusqu'à l'église est plantée de châtaigniers et rebaptisée « Theresienstraße ».
Louis abandonne son indifférence et sa dureté envers l'Église protestante après l'enterrement de la reine Caroline, en 1841. Les funérailles de la souveraine se déroulent de façon si indigne qu'il doit intervenir personnellement à la suite des protestations. Sur ordre de l'archevêque Lothar Anselm von Gebsattel (de), tout le clergé catholique de l'abbaye collégiale est en effet apparu en civil durant la cérémonie. Puis, une fois la consécration terminée, tous les prêtres évangéliques ont dû se retirer. Aucune bougie n'a été allumée à l'intérieur de l'église et le cercueil de la souveraine a été descendu dans la crypte sans qu'aucun chant liturgique ni qu'aucune prière ne soient prononcés.

### Reine de Bavière

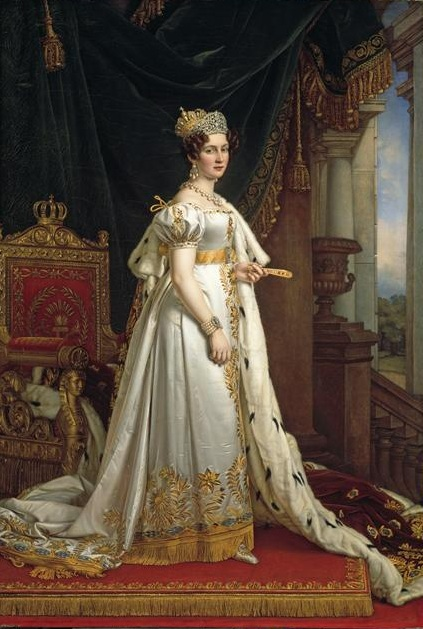
La reine Thérèse en costume de sacre par Joseph Karl Stieler, v. 1826.

#### Une reine socialement engagée
Le roi Maximilien Ier disparaît le 13 octobre 1825 et son fils lui succède sur le trône, ce qui fait de Thérèse la nouvelle reine de Bavière. Désormais connu sous le nom de Louis Ier, l'époux de Thérèse est le dernier monarque bavarois à se faire couronner. Sa femme n'a pas ce privilège, même s'il existe un tableau de Joseph Karl Stieler (voir ci-contre) la représentant en costume de sacre. Elle y porte la couronne des reines de Bavière ainsi qu'un diadème frontal (inspiré de celui de Joséphine de Beauharnais) qui provient de l'atelier du joailler Nitot, également créateur de la couronne impériale de Napoléon Ier.
En 1829, le couple royal effectue un périple à travers la province rhénane du Palatinat, ce qui est l'occasion, pour la souveraine, d'apparaître davantage en public. Thérèse voyage par ailleurs souvent à titre privé, notamment à Hildburghausen puis à Altenbourg, nouvelle résidence de son père et, plus tard, de ses deux frères, Joseph et Georges, lorsqu'ils succèdent à celui-ci,[réf. nécessaire].
En 1827, la reine fonde l'ordre de Thérèse, qui devient l'ordre féminin le plus prestigieux de Bavière et dont la mission est l'assistance aux pauvres. La reine consacre une part importante de ses revenus à l'aide aux pauvres, aux veuves, aux orphelins et aux hôpitaux. En outre, de nombreuses associations et cercles sociaux bénéficient de sa protection. Le symbole le plus fort de son engagement est l'Association féminine pour les garderies d'enfants (Frauenverein für Kleinkinderbewahranstalten) : Thérèse entretient ainsi une relation amicale avec l'une de ses fondatrices, Auguste Escherich, une simple femme du peuple. Lors d'une visite au domicile de celle-ci, la reine reconnaît n'avoir jamais vu de cuisine et doit se faire expliquer par son hôtesse l'utilisation des casseroles et des poêles ».

#### Une reine politiquement écoutée

La reine Thérèse par Julie von Egloffstein, 1836.

Louis Ier de Bavière apprécie le bon sens politique de son épouse. Celle-ci montre de l'intérêt pour les affaires du royaume et le roi la considère comme un fin politique. Chaque fois que son époux quitte Munich, Thérèse le tient informé de tout ce qui se passe à la cour et dans le pays. En mars 1830, elle lui fait ainsi parvenir des articles français du Journal des débats et des coupures de presse allemandes afin d’attirer son attention sur la révolution qui se profile en France. En effet, la souveraine considère que, dans l'intérêt de ses sujets, le roi doit, « tout savoir » sur ce qui se passe dans son pays.
Quand son fils Othon est désigné roi de Grèce par les grandes puissances européennes en 1832, Thérèse incite son mari à écouter l'avis du prince. Au moment de la mise en place du Conseil de Régence qui doit encadrer son fils en attendant sa majorité, elle met, par ailleurs, Louis Ier en garde contre le philhellène Friedrich Thiersch, qu'elle considère comme trop libéral, et contre le général Carl Wilhelm von Heideck, qu'elle juge trop controversé en Grèce.
En 1838, un désaccord éclate entre la cour bavaroise et la Russie. Le tsar Nicolas Ier souhaite en effet marier sa fille Olga au prince héritier Maximilien. Thérèse, qui n'éprouve que tardivement de l'affection pour son fils aîné, se montre d'abord enthousiaste vis-à-vis de ce projet de mariage. Pourtant, elle s'oppose ensuite à cette union, tout comme d’ailleurs Louis Ier et Maximilien lui-même, qu'une rencontre avec Olga à Berlin a laissé de marbre. Humilié par l'attitude des Wittelsbach, le tsar rompt tout contact avec la famille royale. En 1844, il projette de prendre les eaux à Bad Kissingen mais déclare ne souhaiter recevoir « aucune missive » de la cour de Bavière. Louis Ier étant alors absent de Bavière, il charge son épouse d'envoyer à l'empereur au moins « une lettre de compliments » signée de sa main. Mais, sur le conseil des ministres Gise (de) et Abel, Thérèse décide finalement de ne pas suivre l'avis de son mari.
Les archives privées des Wittelsbach renferment une multitude de lettres de la reine au roi Louis Ier et leur contenu n'a pas encore été étudié d'un point de vue politique.

#### Une reine trompée
Louis Ier est un époux attentionné et un père de famille chaleureux. Il aime incontestablement sa femme, dont il sait pertinemment la valeur. Ainsi, il écrit en 1841 : « Il n'existe ni de meilleure mère ni de meilleure épouse [que Thérèse] ; son amour et sa conscience restent inégalables. Quelles que soient  les circonstances, si j'avais à choisir, je ne choisirais personne d'autre qu'elle ».

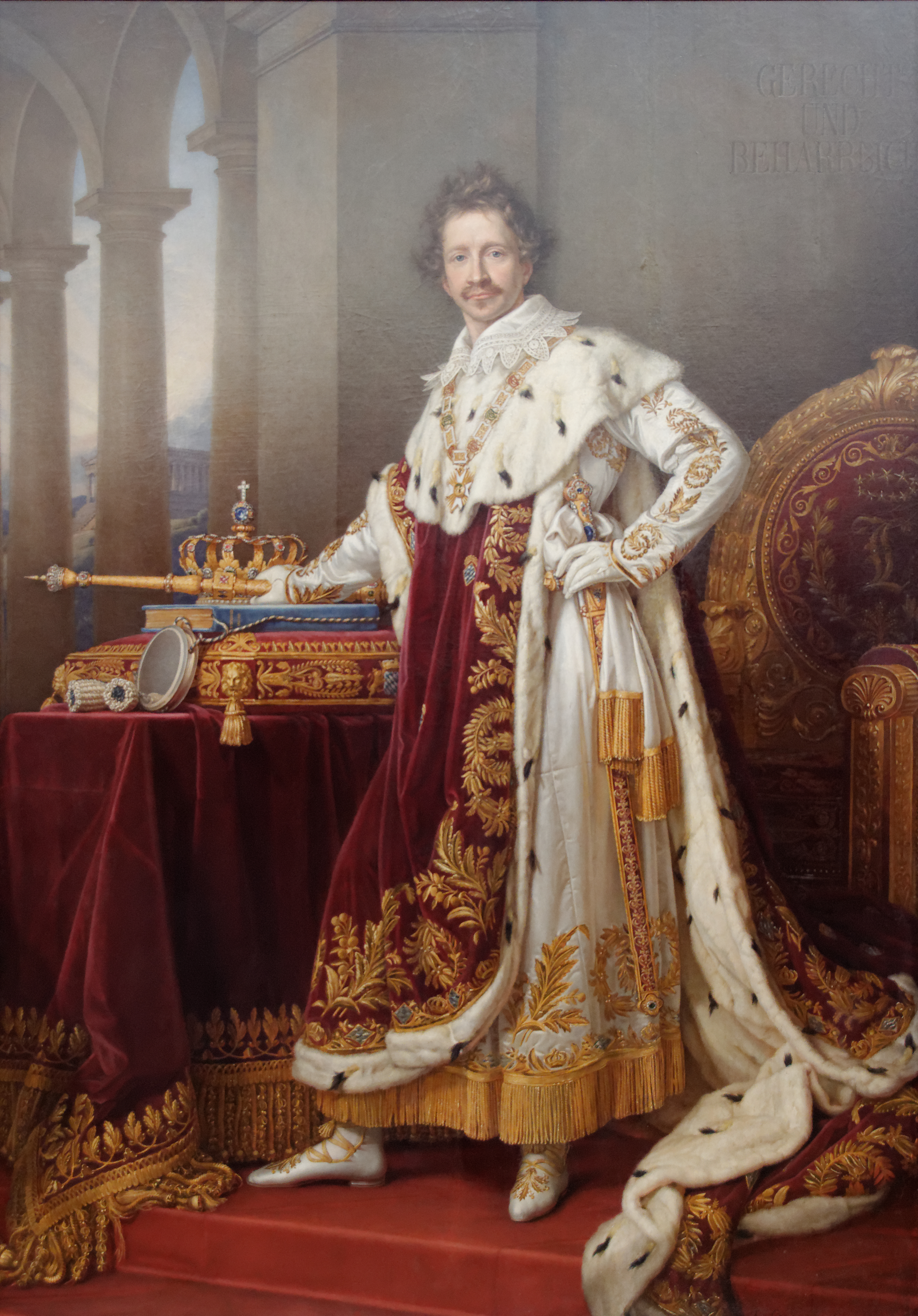
Le roi Louis Ier de Bavière par Joseph Karl Stieler, 1826.

Il reste que le roi est un homme compliqué, dont la face publique ressemble bien peu à la face privée. Alors qu'il se donne volontiers l'image d'un bienfaiteur et qu'il gâte somptueusement ses maîtresses, il se montre avare avec son épouse. Thérèse reçoit ainsi, chaque année, de sa part, « une somme d'argent de poche » de 12 000 florins, ce qui lui permet difficilement de couvrir ses dépenses. À l'inverse, le roi offre à ses maîtresses de nombreux cadeaux. Pour son anniversaire en 1847, Lola Montez reçoit par exemple la somme de 40 000 florins ainsi que de nombreux autres présents. Chaque toilette que la reine souhaite acquérir doit faire l'objet d'une demande préalable au roi. Ce dernier exige un devis et un engagement de remboursement pour chaque voyage et chaque cure thermale que la reine effectue. Par ailleurs, quand Thérèse emprunte de l'argent à la caisse royale, elle doit préalablement signer une reconnaissance de dettes. Dans ces conditions, la reine confie, un jour, à son amie Auguste Escherich que chaque mois, ses liquidités ne lui permettent de couvrir ses dépenses que jusqu'au dixième jour.
Thérèse doit par ailleurs supporter les frasques de son mari, qui possède un appétit sexuel particulièrement développé. En 1815, Louis Ier profite ainsi de sa participation au Congrès de Vienne pour multiplier les liaisons et passer « de fleur en fleur » alors que son épouse, alors enceinte d'Othon, est cantonnée à Salzbourg. Les années passant, la patience de Thérèse vis-à-vis de son mari suscite l'admiration du peuple et des cours étrangères. De fait, le roi n'hésite pas à afficher publiquement ses frasques amoureuses. La tolérance de la reine a pourtant ses limites. Quand, en 1831, Louis Ier convie sa maîtresse italienne, la marquise Marianna Bacinetti, à la cour bavaroise, Thérèse quitte ostensiblement Munich pour rejoindre Hildburghausen. Par la suite, la souveraine semble, malgré tout, faire la paix avec sa rivale. En effet, la marquise charge Louis de remettre à son épouse un médicament contre ses douleurs oculaires et Thérèse utilise effectivement ce remède.
La liaison que le roi noue, à partir de 1846, avec la courtisane Lola Montez est reçue encore plus froidement par Thérèse. D'habitude tolérante, la reine s'éloigne de son époux et s'applique à le montrer publiquement, aussi bien au théâtre que lors des dîners officiels, où elle se place ostensiblement à distance du monarque. Elle refuse par ailleurs catégoriquement que l’on décore Lola Montez de l'ordre de Thérèse. Le roi se montre contrarié par « la froideur et le mutisme » de la reine, d'autant que les nouveaux ministres se conduisent de la même façon qu'elle avec lui. De la même façon, le roi Frédéric-Guillaume IV de Prusse et son épouse Élisabeth, qui est une demi-sœur de Louis, trouvent le comportement de ce dernier si « insupportable », qu'ils annulent un projet de voyage en Bavière pour ne pas être obligés de le côtoyer. La résistance de la reine face à Lola Montez lui vaut, par contre, la grande sympathie du peuple.
Le scandale provoqué par la liaison du souverain débouche finalement sur une révolution à Munich et le roi est bientôt obligé d'expulser sa maîtresse. Dans ce contexte mouvementé, Thérèse retourne aux côtés de Louis mais ce dernier est toutefois contraint d'abdiquer en faveur de son fils Maximilien, le 19 mars 1848. Témoin de ces événements, le prince Luitpold écrit alors à son frère Othon Ier de Grèce : « il est superflu de t'écrire que notre chère mère se porte à merveille en ces temps si durs ! ».

### Décès

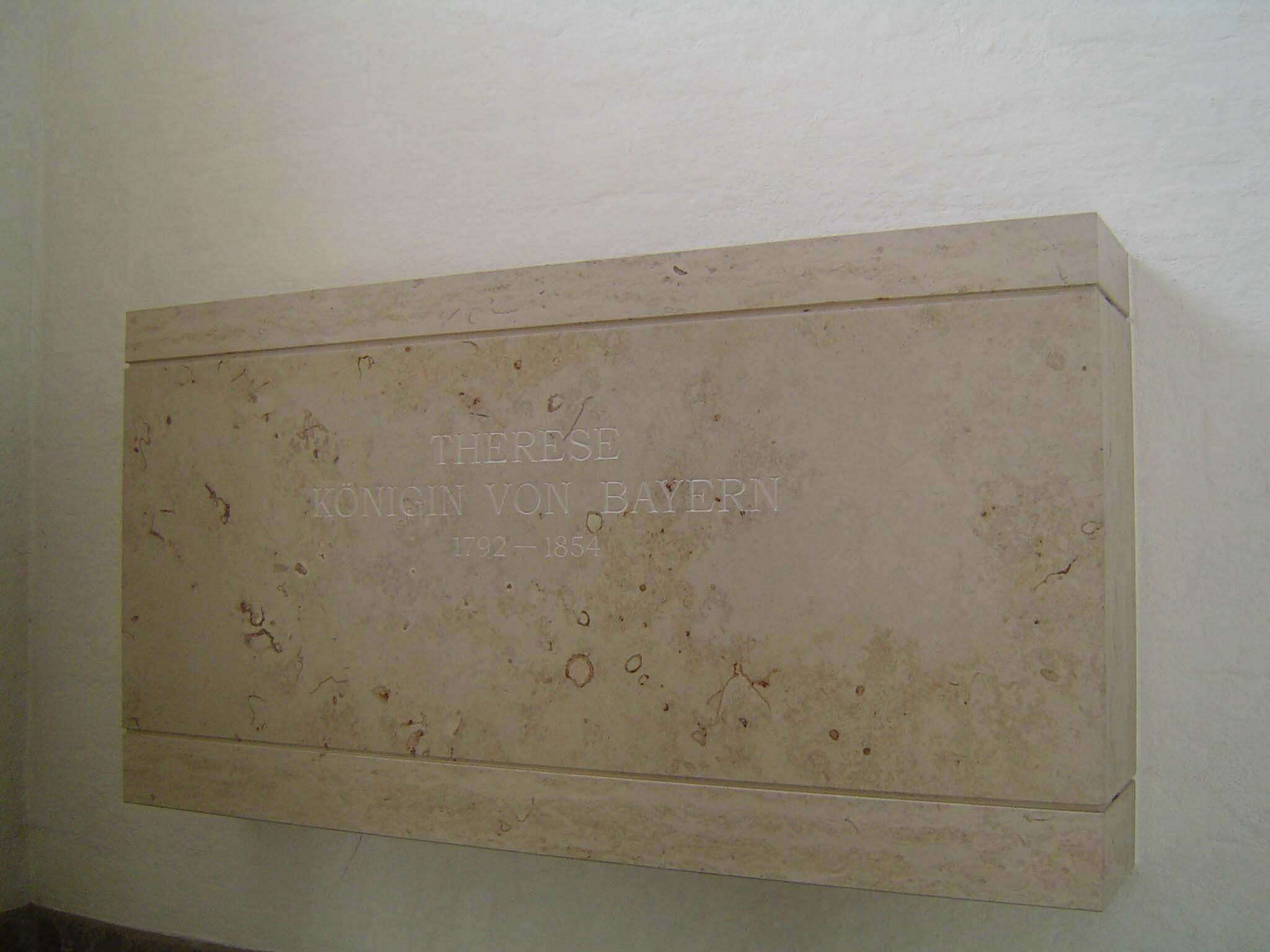
Tombe de la reine Thérèse à l'abbaye Saint-Boniface.

Thérèse meurt du choléra, le 26 octobre 1854, juste après avoir participé à une messe à Munich célébrant la fin d'une épidémie à l'origine de 9 000 victimes. Le 4 novembre suivant, le roi Louis écrit à son deuxième fils : « Cher Othon, tu as perdu la meilleure des mères et moi la meilleure des épouses ! […] En pleine forme il y a encore 12 heures et maintenant morte ! […] Grâce à son existence dévouée, sa mort fut aussi douce que sa vie, elle s'endormit sans douleurs de l'autre côté […] après 44 ans de vie maritale et toujours de plus en plus adorable ». Dans son Testament de 26 pages, Thérèse évoque Louis avec des mots charmants. Au premier anniversaire de sa mort, le roi écrit le sonnet À ma Thérèse illuminée. À sa belle-fille Amélie, il écrit : « J'ai perdu trône, […] parents, et frères et sœurs, mais qu'est tout ceci comparé à la perte de mon épouse !! ».
Dans un premier temps, Thérèse est enterrée dans le mausolée princier de l'église des Théatins. L'évêque Karl August von Reisach interdit que des funérailles officielles soient célébrées pour la reine et Louis ne participe pas à l'enterrement de son épouse protestante. Après le scandale provoqué par le comportement de l'Église catholique bavaroise lors des funérailles de Caroline de Bade, Louis craint apparemment d'être à nouveau sujet aux critiques. Le seul prince souverain présent aux funérailles de Thérèse est finalement le duc Ernest Ier de Saxe-Altenbourg, neveu de Thérèse.
En 1857, la dépouille de Thérèse est finalement transférée à l'abbaye Saint-Boniface, que Louis a choisie, en 1856, comme lieu de sépulture royale. Le cercueil de zinc de Thérèse est alors déposé sous le sarcophage de son mari tandis que son cœur est gardé dans une urne, qu'on renonce à envoyer à la Gnadenkapelle d'Altötting[réf. nécessaire]. En 2002, la dépouille de la reine est à nouveau déplacée et déposée dans un sarcophage de marbre situé à côté de celui de son époux. À cette occasion, une cérémonie religieuse présidée par les évêques protestants Johannes Friedrich et Odilo Lechnerde est organisée en présence de plusieurs membres de la maison de Wittelsbach, parmi lesquels le duc François de Bavière[réf. nécessaire].

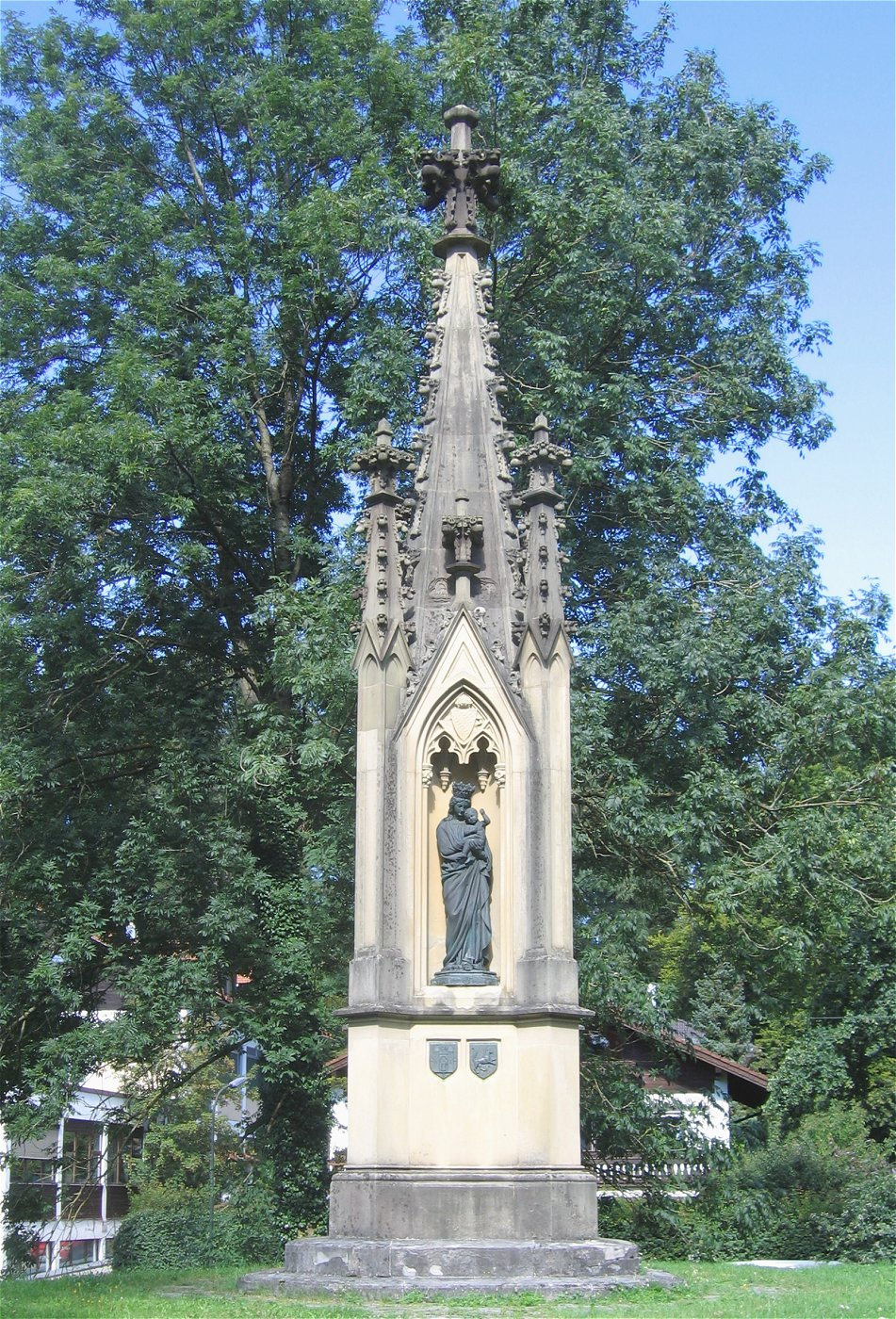
Monument à Thérèse à Bad Aibling.

## Dans la culture
Beaucoup de rues, de places, de ponts, de bâtiments et d'établissements scolaires ont été baptisés en l'honneur de Thérèse en Bavière. Parmi eux, on peut citer la Theresienwiese et le Theresien-Gymnasium de Munich, le parc Theresienstein d'Hof, la verrerie Theresienthal de Zwiesel et la fondation Theresienspitalstiftung de Bad Kissingen. En outre, l'Oktoberfest de Munich et la Theresienfest d'Hildburghausen perpétuent le souvenir des noces de Thérèse et de Louis Ier.
En littérature, Thérèse a été célébrée par le poète Friedrich Rückert mais surtout par son mari, qui lui a dédié quelques sonnets et environ 70 poèmes. En peinture, le portrait de Thérèse a été réalisé à de nombreuses reprises, notamment par Joseph Karl Stieler, la comtesse Julie von Egloffstein et Peter von Hess.
Au cinéma, le rôle de Thérèse a été interprété par Elinor von Wallerstein (de) dans le film Lola Montès de Max Ophüls (1955). À la télévision, il est joué par Jutta Schmuttermaier (de) dans le téléfilm Komödienstadel - Die schöne Münchnerin de  Peter Weissflog (2008). Enfin, la vie de Thérèse a été retracée dans le cadre d'un documentaire d'Anita Eichholz pour la télévision bavaroise en 2006.